# Bataille de Lashkar Gah (2020)
Pour les articles homonymes, voir Bataille de Lashkar Gah.
Guerre civile afghane
La bataille de Lashkar Gah désigne une série d'affrontements ayant eu lieu dans la ville afghane de Lashkar Gah et ses environs au milieu du mois d'octobre 2020.  
Elle fait suite à un assaut des taliban contre différents points de contrôle situés à l'entrée de la ville et oppose ces derniers aux Forces de sécurité nationales afghanes (en) et aux États-Unis qui les soutiennent militairement. 
Bien qu'elle se soit soldée par une défaite des taliban, cette bataille préfigure largement leur prise de la ville, dix mois plus tard, à l'issue de leur offensive généralisée.

## Chronologie
- 10 octobre 2020 : les taliban lancent un assaut sur Lashkar Gah en attaquant plusieurs bases avancées des Forces de sécurité nationales afghanes (en) à Bolan, Babaji (en) et Basharan dans le troisième district de police de la ville, ainsi qu'à Gereshk (en)[5],[11]. 20 agents de la police nationale, pris de court, sont tués durant l'offensive[4].
- 11 octobre : 
  - Mawlawi Ghafoor, un homme présenté comme le vice-gouverneur de la province du Helmand pour le compte des taliban, est arrêté par la Direction nationale de la sécurité à la suite d'une opération de la Force aérienne afghane ayant tué 20 taliban dans le district voisin de Nawa-i-Barak Zayi (en)[2],[3]. Cette information est néanmoins remise en question par un certain nombre d'activistes qui pointent le fait que Mawawi Ghafoor n'était qu'un simple gouverneur de district en 2019, qu'il avait déjà été arrêté en avril 2020 ou encore que Moubarak, un autre homme décrit comme le vice-gouverneur du Helmand des taliban, a été tué dans le district de Gereshk (en) le jour de sa capture[12] ;
  - Les taliban s'emparent du 4e district de police de la ville de Lashkar Gah et du district attenant de Nad Ali (en)[3].
- 12 octobre : 
  - Omar Zwak, le porte-parole du gouverneur du Helmand, déclare que le retrait des Forces de sécurité (en) des points de contrôle de Babaji (en) revêt un caractère purement « tactique »[13];
  - Le ministère des Affaires intérieures (en) annonce que des renforts ont été envoyés à Lashkar Gah depuis Kaboul[3],[13] ;
  - L'US Air Force commence à bombarder les positions des taliban dans le Helmand[1],[5].
- 13 octobre : Le bureau des médias du gouverneur du Helmand annonce que les forces spéciales afghanes, aidées par des bombardements de la Force aérienne afghane, ont réussi à reprendre 5 points de contrôle aux taliban et tuer 23 d'entre eux[1].
- 14 octobre : 
  - Deux Mi-17 transportant des soldats afghans blessés au cours de la bataille se sont percutés à leur décollage du district Nawa-i-Barak Zayi (en), tuant les 9 personnes à leur bord, dont 4 pilotes[14].
  - 3 membres des forces de sécurité et 35 taliban sont tués dans des affrontements à Babaji (en)[4].
- 15 octobre : Le gouverneur du Helmand, le général de brigade Mohammad Yasin Khan, affirme que des combattants étrangers d'Al-Qaïda, du Jaish-e-Mohammed et du Lashkar-e-Toiba combattent aux côtés des taliban à Lashkar Gah[15].
- 17 octobre : Le gouverneur du Helmand, le général de brigade Mohammad Yasin Khan, déclare que les taliban ont été chassés de Lashkar Gah et de sa périphérie[8].

Malgré la déclaration du gouverneur et l'annonce d'un cessez-le-feu américain,, plusieurs médias font état d'une poursuite des affrontements entre taliban et forces de sécurité dans le 3e district de police de Lashkar Gah jusqu'au 25 octobre au moins,,. 